# Event Partner
Event Partner ist eine deutschsprachige Fachzeitschrift für Event-Marketing. Sie erscheint seit 1995 alle zwei Monate in der Ebner Media Group am Standort Köln. Event Partner ist Mitglied der Informationsgemeinschaft zur Feststellung der Verbreitung von Werbeträgern mit der Nummer 319 030 1032.

## Inhalt
In Event Partner berichten Autoren in den Rubriken Report, Business, Technik, Porträt, Location, Messe, Kolumne und Forum über relevante Aspekte der Live-Kommunikation. Übersichten zu regionalen Event-Schauplätzen wie München, Berlin oder dem Ruhrgebiet bilden eine Serie zum Themenbereich Event-Dienstleistungen. Neben sechs regelmäßigen Ausgaben veröffentlicht Event Partner bis zum Jahr 2018 jährlich einen Messekatalog zur Best of Events International, einer internationalen Fachmesse für Wirtschaftskommunikation, Live-Marketing, Veranstaltungsservice und Kongresse.

## Chefredaktion
Chefredakteurin der Event Partner ist Martina Courth.